# プラチナデータ
『プラチナデータ』は、東野圭吾による日本の小説。
幻冬舎の『パピルス』の2006年12月号から2010年4月号に連載されたミステリ作品で、2010年6月30日に幻冬舎より単行本が刊行され、2012年7月5日には幻冬舎文庫から文庫版が発売された。
2013年3月16日に映画化され、劇場公開された。

## 概要
DNA捜査によって検挙率100%、冤罪率0%を目指す近未来の日本を舞台に、DNA情報によって犯罪に巻き込まれ、容疑者を追う立場から追われる身となった警察庁特殊捜査機関の天才科学者と、それを追う刑事を描いた作品。東野は当初映画化を前提として執筆を開始したものの一旦は断念し、その後、映画化と切り離して執筆されたが、映像化にあたり、大手映画会社、テレビ局、制作会社など20社以上からオファーが殺到した。なお、タイトルの「プラチナデータ」は東野による造語で、物語の核心に関わるデータの事を指している。

## あらすじ
あるラブホテルで、脳に電気刺激を与えてトリップ体験を得る装置「電トリ（電気トリップ）」の使用中に、女子大生が殺害される事件が発生した。ホテルに残された毛髪や体毛から、犯人は容易に特定され、逮捕された。
DNA捜査によって検挙率は大幅に向上したが、事件はこれで終わりではなかった。若い女性が暴行を受けた上、頭部を銃で撃たれて殺害されるという連続婦女暴行殺人事件が相次いで発生した。被害者から採取された精液のDNAデータから、すぐに犯人が特定されると思われたが、DNA検索システムは「NF13」（Not Found 13）という結果を示した。これは、類似する遺伝子がデータベースに登録されていない13番目のケースを意味していた。
その後、新世紀大学病院の脳神経科にある厳重に警備された病室で、蓼科兄妹が殺害される事件が起こる。驚くべきことに、彼らの殺害に使用された拳銃は、NF13事件で使用されたものと同一のものだった。DNA解析を行った神楽龍平は、検出されたDNAモンタージュが自分自身に酷似していることに愕然とする。神楽には、DNA捜査システムの作者である天才数学者・蓼科早樹たちと会った際、数時間の記憶が欠落していた。それは、彼が二重人格者であり、リュウと呼ばれるもう一つの人格の時に早樹と会っていたためだった。果たして自分の別人格が殺害を犯したのかどうか、神楽は反転剤を使って確かめようとするが、リュウとの接触は困難を極めた。
早樹の衣服に「神楽の毛髪」が付着していたことから、兄妹を殺害した犯人として疑われ、警察に追われる身となった神楽は、早樹たちが残した「モーグル」が事件解決の鍵になると考え、彼女たちの別荘へと向かう。
一方、警視庁捜査一課の浅間玲司は、これまで捜査に協力的だった特殊解析研究所の所長・志賀たちが、突如として捜査打ち切りのために動き出したことに気づき、その背後に何かがあると察知して独自の捜査を開始していた。

## 登場人物

### 警視庁捜査一課
浅間 玲司（あさま れいじ）
警部補。
戸倉（とくら）
浅間の後輩刑事。
那須（なす）
課長。
木場（きば）
係長。

### 警察庁
特殊解析研究所
神楽 龍平（かぐら りゅうへい）
主任解析員。30歳くらい。
父、昭吾の死をきっかけに二重人格「リュウ」が出現するようになった。
反転剤を使って1週間に1度、「リュウ」と人格反転する。
志賀 孝志（しが たかし）
所長。年齢40歳くらい。
白鳥 里沙（しらとり りさ）
DNA捜査システムの技術を習得するため、アメリカから派遣されたDNAプロファイリング研究者。日系アメリカ人。
科学警察研究所
穂高（ほだか）
特別鑑査チームの責任者。40歳くらい。

### 新世紀大学病院
水上 洋次郎（みなかみ ようじろう）
新世紀大学病院の脳神経科教授。神楽龍平の主治医で、蓼科早樹の担当医。
富山（とやま）
新世紀大学病院の警備員。
蓼科 早樹（たてしな さき）
DNA捜査システムの作者で天才数学者。サヴァン症候群を患っている。
蓼科 耕作（たてしな こうさく）
早樹の兄。

### その他
神楽 昭吾（かぐら しょうご）
龍平の父。陶芸家。
スズラン
リュウの恋人と名乗る人物。神出鬼没
キール・ノイマン
アメリカの数学者。蓼科早樹と交流がある。
丸沼 玲子（まるぬま れいこ）
カウンターバー「ラウンド」のママ。
塩原（しおはら）
東京都安心生活研究所所長。
勝山 悟郎（かつやま ごろう）
ハイデンの利用者。
桑原 裕太（くわばら ゆうた）
渋谷ラブホテル女子大生殺害事件の容疑者。
玉原（たまはら）
暮礼路署の刑事。
北峰（きたみね）
暮礼路市の県警本部長。
チクシ
暮礼路市僻地集落の住人。元建築士。
「チクシ」は本名ではなくこの集落での呼び名。建築士の略（ケン「チクシ」）。
サソリ
暮礼路市僻地集落の住人。以前は暴力団が経営するバーのバーテン。

## 書籍情報
- 単行本：幻冬舎、2010年6月30日 ISBN 978-4-344-01847-1
- 文庫本：幻冬舎文庫、2012年7月5日 ISBN 978-4-344-41884-4

## 映画
2013年3月16日公開。監督は大友啓史、主演は二宮和也。
TOHOシネマズスカラ座他全国310スクリーンで公開され、2013年3月16、17日の初日2日間で興収4億49万6,000円、動員30万5,743人になり、映画観客動員ランキング（興行通信社調べ）で初登場第2位となった（実写映画1位）。
最終興収は26億4,000万円。2013年上半期（2012年冬公開 - 2013年6月公開）邦画作品5位（実写映画1位）。
香港（2013年5月2日から15スクリーン）、台湾（2013年5月3日から21スクリーン）、シンガポールでも上映された。

### 映画あらすじ
都内で発生した児童連続誘拐殺人事件において、警察庁特殊解析研究所の若き天才科学者・神楽龍平は、自身が開発したDNA捜査システム（プロファイリング）によって遺留品の髪の毛１本を解析し、犯人の年齢、性格、顔だち等から近親者として特定の女性の名まで上げて犯人逮捕に貢献した。
警視庁捜査一課の浅間警部補は、神楽が犯人の近親者として名指しした女性に前科が無いことから、医療データのDNAを無断で使った違法捜査を疑った。そんな浅間に神楽は、1年後には国民のDNAを国が管理する「DNA法案」が施行される。全国民のDNA情報こそ「プラチナデータ」だと断言した。
新世紀大学病院の精神科で、入院患者の蓼科兄妹が射殺された。妹の蓼科早樹は自閉症だが数学の天才で、神楽が開発したDNA捜査システムを数値的にサポートした開発者だった。だが、早樹の脇腹からは肋骨が1本抜き取られており、この手口は1ヶ月前から続いているDNA法案反対者たちの殺しと共通していた。この殺しの被疑者の遺留物であるDNAはサンプルが全く存在しないNF(Notto Found)の13例目「NF13」と呼ばれていた。
早樹の爪の間に残っていた皮膚片を自信を持って解析する神楽。だが、得られたのは神楽自身のデータだった。身に覚えがないまま逃亡する神楽。
特殊解析研究所はDNA捜査システムによる国民のデジタル・クローンと全国の監視カメラを連動させた顔認証の監視システムを完成させていた。たちどころに居場所を特定される神楽。だが、神楽は助手の白鳥里沙からの警告メールによって逃げ延びた。
新世紀大学病院で神楽が個人的に使っていた５階フロアを調べ、油絵が大量に置かれたアトリエを発見して、神楽の二重人格を確信する浅間警部補。蓼科早樹と神楽の担当医である水上利江子教授は、神楽龍平の交代人格である「リュウ」が、父親を亡くした15才頃から現れたと語った。13年前、天才陶芸家だった神楽の父親は、息子の何気ない発言に深く傷ついて自殺し、残された息子は二重人格を発症したのだ。
白鳥里沙はDNA捜査システムを狙うアメリカ政府のスパイだったが、逃亡する神楽龍平をメールで誘導し、逃走資金やプリペイド携帯を与えた。監視システムに追われながら、蓼科兄妹がたまに使っていた山梨県の別荘に向かい、PCのデータから蓼科兄妹がNF(Not Found)の補完プログラムである「モーグル」を開発したこと。「真のプラチナデータ」を取り出せるモーグルは懺悔の証だという通信記録を発見した。
神楽に自分が乗って来たバイクを与え、モーグルを探せと指示して逃がす白鳥。だが、NF13について調べるために東京に戻った白鳥は何者かに射殺され、肋骨を１本抜かれて発見された。殺害現場から神楽との連絡用のプリペイド携帯を持ち去り、密かにコンタクトを取る浅間警部補。リュウと早樹が恋仲だったことを知った神楽は、新世紀大学病院のアトリエでリュウが描いた早樹の油絵を浅間警部補に調べさせ、裏に隠されていたモーグルを発見した。
モーグルを神楽のDNA研究室に持ち込み、職員に銃を突きつけて解析させる浅間警部補。モーグルに守られていた「真のプラチナデータ」は、政府の要人や特権階級の家族をNFとしてデータ化から保護するシステムだった。そして、殺人犯であるNF13は水上利江子医師だった。
水上医師の研究所に駆けつける浅間警部補と警官隊。だが、一足早く着いた神楽（リュウ）によって水上医師は射殺されていた。真にDNA捜査システムの完成を願っていたのは水上医師であり、それは優秀なDNAの子供のみを選別して生かすという偏った思想だったのだ。
実は神楽龍平はもともと「リュウ」という主人格から派生した交代人格だった。水上医師は優秀な龍平を催眠治療によって主人格とし、数学の天才の早樹と組ませてDNAシステムを完成させたのだ。水上医師を射殺した瞬間の人格はリュウだったが、自分が操り人形だったと自覚した神楽龍平は、殺人の罪を被って警察に出頭した。

### キャスト
- 神楽龍平 / リュウ - 二宮和也
- 浅間玲司 - 豊川悦司
- 水上利江子[注 1] -  鈴木保奈美[8]
- 志賀孝志 - 生瀬勝久[8]
- 白鳥里沙 - 杏[8]
- 蓼科早樹 - 水原希子[8]
- 蓼科耕作 - 和田聰宏
- 戸倉稔 - 遠藤要
- 那須真之 - 中村育二
- 神楽昭吾 - 萩原聖人
- 中丸新将
- ヨシダ朝
- 菅原大吉
- 小木茂光
- 小浜正寛
- 小松利昌
- 阿部翔平
- 内田滋
- 中代雄樹
- 柊子
- 平野靖幸
- 河井青葉
- 本田大輔
- 佐藤滋
- 金原泰成
- 淵上泰史
- ウダタカキ
- 岩義人
- 春木みさよ
- 永井博章
- 福島勝美
- 筒井万央
- 佐々木りお
- 藤本飛龍
- 林田河童
- 齊藤麻利
- 小野瀬侑子
- ごとうぱぽる
- 兼子純平
- 櫻井泰之
- 福田望
- 吉野健夫
- 菊地廣隆
- 平高聡
- 三堀亮
- 三浦俊之
- 松永将史
- 宮崎ゆみ

### スタッフ
- 監督：大友啓史
- 原作：東野圭吾『プラチナデータ』（幻冬舎文庫）
- 脚本：浜田秀哉
- 音楽：澤野弘之
- 主題歌：嵐「Breathless」（ジェイ・ストーム）
- 製作：市川南、服部洋、藤島ジュリー景子、見城徹、松木茂、吉川英作、川邊健太郎
- エグゼクティブ・プロデューサー：山内章弘
- 企画・プロデュース：佐藤喜宏、澁澤匡哉
- プロデューサー：川田尚広
- プロダクション統括：金澤清美
- 撮影：佐光朗
- 美術：橋本創
- 録音：湯脇房雄
- 照明：渡部嘉
- 編集：今井剛
- 助監督：猪腰弘之
- 製作担当：森悦子
- ポストプロダクションプロデューサー：大屋哲男
- アクションコーディネイター：下村勇二
- 製作プロダクション：東宝映画
- 配給：東宝
- 製作：「プラチナデータ」製作委員会（東宝、電通、ジェイ・ストーム、幻冬舎、ジェイアール東日本企画、日本出版販売、Yahoo! JAPANグループ）

### BD / DVD
2013年9月27日発売。発売元は電通、販売元は東宝。
- プラチナデータ スタンダード・エディション（1枚組）

### 特番
2013年3月22日にフジテレビ系〈金曜プレステージ〉枠の映画コラボ特番『実録!プラチナデータDNAミステリー事件簿 〜あなたの運命は決められている!〜』が放送。科学鑑定の取材、DNAに関するビジネスなどを特集。